# ニンテンドーアカウント
ニンテンドーアカウント（英語: Nintendo Account）は、様々なプラットフォーム上の任天堂のサービスで使用されるシングルサインオンのユーザーアカウントシステムである。2016年3月に正式に運用を開始し、任天堂が公開しているモバイルアプリケーションのアカウントシステム、Nintendo Switch・Nintendo Switch 2やマイニンテンドーなどで使用されている。
ニンテンドーアカウントはメールアドレス、Google アカウント・Apple Accountを介したソーシャル・ログインを使用することで作成することができる。ただし、13歳未満の場合は通常のニンテンドーアカウントを作成することができないため、代替として「子どもアカウント」を作成することになる。

## 歴史
2015年3月17日、任天堂とDeNAは「資本・業務提携発表会」にて業務・資本提携について合意したことを発表した。この提携は、任天堂のキャラクターを含む知的財産を活用したスマートデバイス向けのゲームの開発、新たな会員制サービスの共同開発を行うためのものである。
同日、これに関する共同記者発表において、任天堂の4代目社長の岩田聡は、この提携で共同開発するサービスについて、以下のように述べている。
また、このサービスの目的について以下のように述べている。
同年12月1日、2016年3月にサービスを開始予定であった任天堂の最初のモバイルアプリケーションである「Miitomo」と、新たな会員制サービスであるマイニンテンドーのために、ニンテンドーアカウントの事前登録を開始した。ニンテンドーアカウントは2017年3月の「Nintendo Switch」の発売後は、本機にも対応するようになった。「Nintendo Switch」でオンライン対戦やニンテンドーeショップを利用する場合には、ニンテンドーアカウントが必要となる。「Nintendo Switch」には発売時からローカルのユーザーとニンテンドーアカウントを連携させる機能が組み込まれている。2018年9月のNintendo Switch Onlineのサービス開始と同時にリリースされた「Nintendo Switch」のシステムソフトウェア バージョン：6.0.0以降は、ローカルのユーザーとニンテンドーアカウントの連携の解除や別のニンテンドーアカウントへの変更はできなくなった。2024年3月12日まではニンテンドーeショップの残高をニンテンドーアカウントとニンテンドーネットワークIDの間で共有することができた。

## 普及
クラブニンテンドーやニンテンドーネットワークIDなどと同様に、ニンテンドーアカウントはIPアドレスによるアクセス制限は行っていないので、サービスの提供されていない国や地域のユーザーでも利用することができる。ユーザーはその居住国や地域と異なる国や地域を設定してもサービスを利用することができるが、その選択した地域のニンテンドーeショップの永続的な制限を受ける。ニンテンドーアカウントはクラブニンテンドーよりも多くの国や地域に対応しているが、後から追加された国や地域についてはモバイルアプリケーションに関するサービスのみが提供されている。